# Xenodon matogrossensis

## Sobre
Xenodon matogrossensis é uma serpente da Família Dipsadidae que ocorre na região central da América do Sul, principalmente no Pantanal e eco-regiões vizinhas. Possui como sinônimo o nome Lystrophis matogrossensis. Ela é comumente confundida com uma coral-verdadeira (serpentes do gênero Micrurus, Família Elapidae), pois essa serpente apresenta um padrão de cores mimético ao das corais-verdadeiras. Portanto podemos considerá-la como uma “falsa-coral”. 

## Características
As serpentes são animais ápodos, ou seja, não possuem patas, e também possuem olhos sem pálpebras móveis, e assim como todos os integrantes da Ordem Squamata, possuem um corpo recoberto por escamas, e como fazem parte do clado Autarchoglossa (clado que abrange o grupo das serpentes), possuem língua bífida, útil para sua orientação no ambiente.
As espécies do gênero Xenodon possuem uma escama rostral elevada, em forma de “pá”, quilhada e projetada posteriormente, separando as internasais. Essa característica confere um apelido popular de “cobras-narigudas” para algumas espécies desse gênero. As características diagnósticas da espécie são: escamas dorsais no meio do corpo em 21 fileiras; ponta da cauda arredondada, não pontiaguda; anéis de coloração dorsal formando um padrão: anéis vermelhos, pretos, brancos, pretos, vermelhos, pretos em 9 a 15 pares; escamas ventrais que variam de 122 a 141.
A serpente X. matogrossensis se alimenta principalmente de anfíbios, mas também consome ovos de outros pequenos vertebrados, incluindo outras espécies da Ordem Squamata. 
Em relação a reprodução, todas as serpentes machos possuem um hemipênis para realizar a cópula e então transferir os gametas para a cloaca da fêmea, essas que ao serem fecundadas, irão gerar seus filhotes. A espécie X. matogrossensis é ovípara, ou seja, fazem a postura de ovos, de onde eclodirão as formas jovens da espécie. Seu ciclo reprodutivo é sazonal, ocorrendo principalmente no período entre os meses de outubro a abril, que compreende um período mais quente e úmido na região onde elas ocorrem.

## Hábitat e Distribuição Geográfica
Os membros deste grupo de espécies são considerados psamófilos, habitando áreas abertas com solo arenoso. A espécie X. matogrossensis prefere áreas úmidas, ocorrendo na região central da América do Sul, principalmente nos estados brasileiros de Mato Grosso e Mato Grosso do Sul, e está associada à planície de inundação do Pantanal.

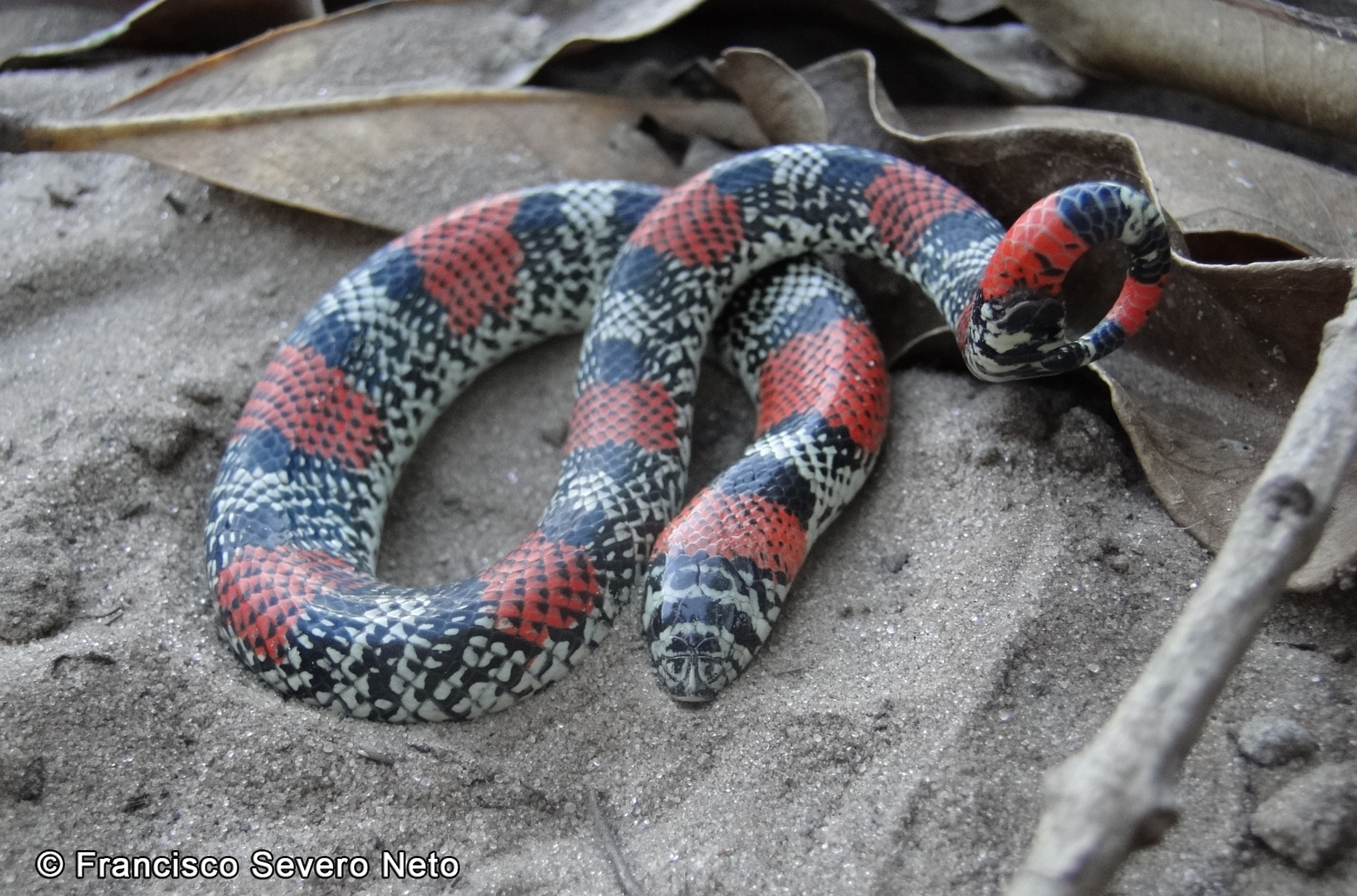
Xenodon matogrossensis em seu habitat. foto por Francisco Severo Neto